# Castel Nanno
Castel Nanno ist ein Schloss in der Gemeinde Ville d’Anaunia im Trentino. 

## Geschichte
Castel Nanno war Stammsitz der Herren von Denno-Nanno, einem Ministerialen-Geschlecht der Grafen von Eppan und später der Bischöfe von Trient. Am 7. Januar 1274 erscheinen in einem Lehensdokument Nikolaus und Zordanus, Söhne von Rompertus de Enno. Riprand heiratete eine Angehörige aus der Familie di Madruzzo und nahm deren Namen an. Wegen Untreue belegte Bischof Johann von Pistoia die Nanno-Madruzzo 1350 mit einem Bann und entzog ihnen ihre Lehen. Nach dem Peter von Spaur mit Castel Nanno belehnt wurde, verzichtete er 1391 darauf, eroberte sie jedoch später zurück, bis sie der Bischof von Trient 1420 den Nanno erneut zusprach. Die Feindschaft beider Familien ist auch Teil einer alten Legende, die von dem jungen Liebespaar Melisenda von Burg Nanno und Ludovico von Burg Sporo erzählt. Als der Vater von Melisenda von der verbotenen Beziehung erfuhr, ließ er kurzerhand beide lebendig auf Nanno einmauern.
Nach einem Erbstreit erhielt die Burg in einem Schiedsspruch 1452 Nikolaus von Nanno. Anton von Nanno übergab am 24. Oktober 1523 alle seine Trienter Lehen an seinen entfernten Verwandten, dem Hauptmann von Thun und Vetter des Fürstbischofs, Gratiadeo Madruzzo. Seine heutige Gestalt verdankt das Schloss dem Fürstbischof von Trient Cristoforo Madruzzo, welcher in der ersten Hälfte des 16. Jahrhunderts um den mittelalterliche Bergfried ein neues Wohngebäude im Renaissancestil errichten ließ und den Bau als Sommersitz nutze. 1610 erhielt das Lehen Gaudenz von Madruzzo. Zu dieser Zeit fanden dort ein Hexenprozess statt, in dem man drei Frauen zum Tode auf dem Scheiterhaufen verurteilte. Darauf gehörte das Schloss dem Fürstbischof von Trient Carlo Emanuele Madruzzo, mit dem die Familie im Mannesstamm erlosch. Nach einer Erbteilung fiel Castel Nanno 1661 an das Hochstift Trient. Ende des 19. Jahrhunderts war der Besitzer Carlo Ritter von Giuliani, Bibliothekar und Museumsleiter in Trient, der das Schloss in Stand setzte. Castel Nanno befindet sich heute in Privatbesitz und kann nur in Ausnahmefällen besichtigt werden.